# Mísia Menor
Mísia Menor (Mysia Minor, Μυσία ἡ μικρἂ) és un dels districtes de la regió de Mísia, situat a la costa nord (Hel·lespont i Propòntida). Aquest districte és també anomenat Mísia Hel·lespòntica o simplement Hel·lespont (i els habitants hel·lespontis (hellespontii), i estava subdividida en els districtes de Morene, Abrettene i Apiane.